# Liste der Monuments historiques in Saint-Jeanvrin
Die Liste der Monuments historiques in Saint-Jeanvrin führt die Monuments historiques in der französischen Gemeinde Saint-Jeanvrin auf.

## Liste der Bauwerke
| Bezeichnung       | Beschreibung              | Standort | Kennzeichnung | Schutzstatus | Datum | Bild           |
| ----------------- | ------------------------- | -------- | ------------- | ------------ | ----- | -------------- |
| Kirche St-Georges | Erbaut im 12. Jahrhundert | (Lage)   | PA00096890    | Classé       | 1911  | weitere Bilder |

## Liste der Objekte

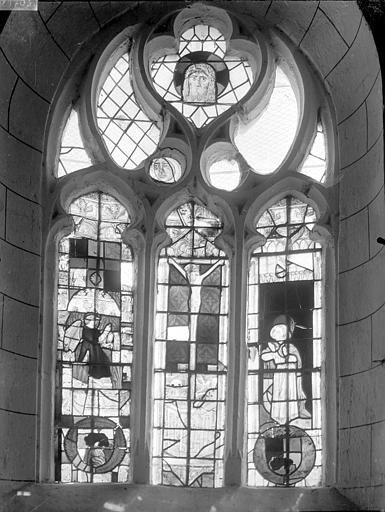
Kreuzigungsfenster in der Kirche St-Georges

- Monuments historiques (Objekte) in Saint-Jeanvrin in der Base Palissy des französischen Kultusministeriums